# Liste der Senatoren der Vereinigten Staaten aus Kansas
Die Liste der Senatoren der Vereinigten Staaten aus Kansas führt alle Personen auf, die jemals für diesen Bundesstaat dem US-Senat angehört haben, nach den Senatsklassen sortiert. Dabei zeigt eine Klasse, wann dieser Senator wiedergewählt wird. Die Senatoren der class 2 wurden zuletzt im November 2020 wiedergewählt, die Wahlen der Senatoren der class 3 fanden im Jahr 2022 zuletzt statt.

## Klasse 2

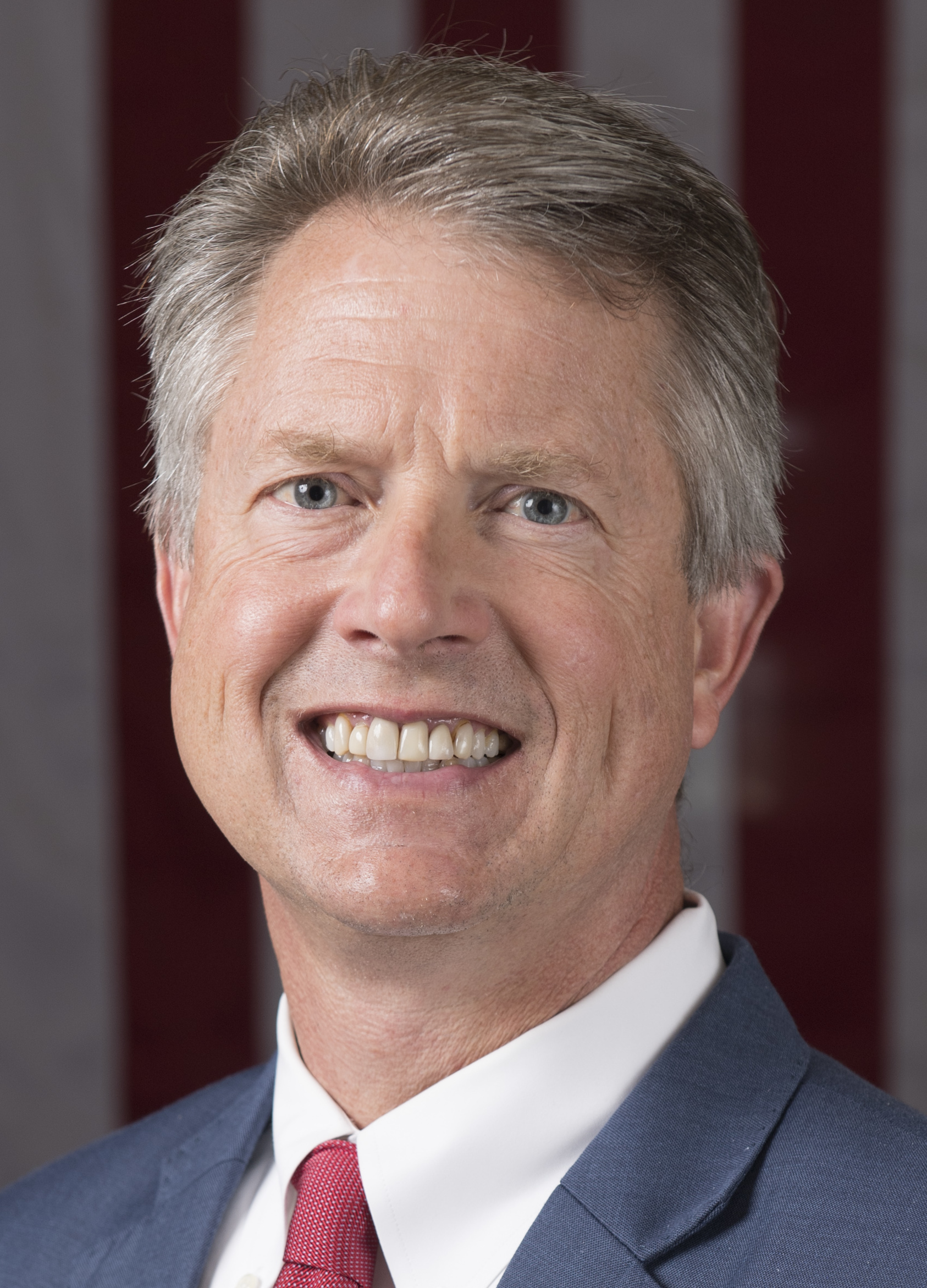
Roger Marshall

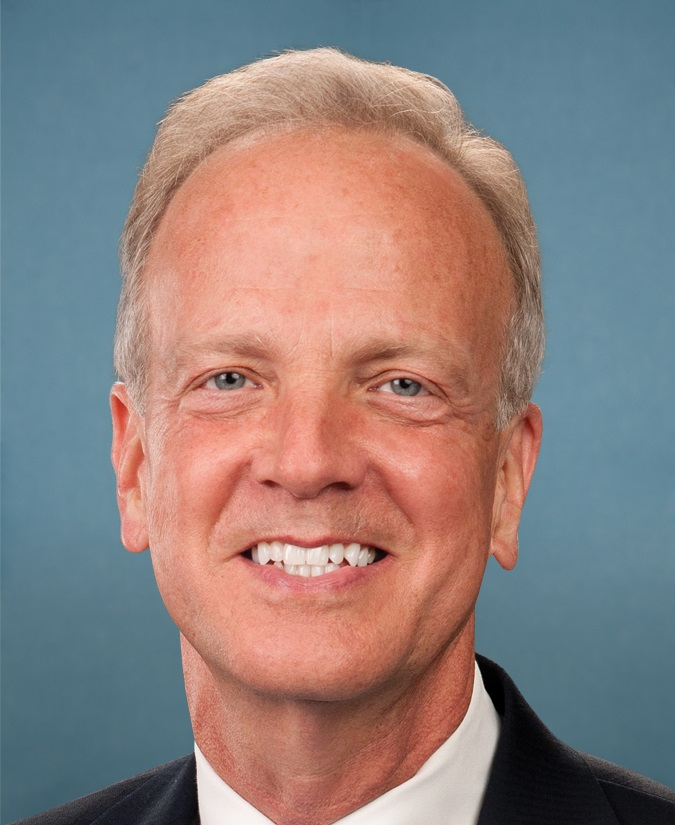
Jerry Moran

Kansas ist seit dem 29. Januar 1861 US-Bundesstaat und hatte bis heute 19 Senatoren der class 2 im Kongress
| Name                         | Amtszeit  | Partei       | Lebensdaten                         |
| ---------------------------- | --------- | ------------ | ----------------------------------- |
| James Henry Lane             | 1861–1866 | Republikaner | 22. Juni 1814–11. Juli 1866         |
| Edmund Gibson Ross           | 1866–1871 | Republikaner | 7. Dezember 1826–8. Mai 1907        |
| Alexander Caldwell           | 1871–1873 | Republikaner | 1. März 1830–19. Mai 1917           |
| Robert Crozier               | 1873–1874 | Republikaner | 13. Oktober 1827–2. Oktober 1895    |
| James Madison Harvey         | 1874–1877 | Republikaner | 21. September 1833–15. April 1894   |
| Preston Bierce Plumb         | 1877–1891 | Republikaner | 12. Oktober 1837–20. Dezember 1891  |
| Bishop Walden Perkins        | 1892–1893 | Republikaner | 18. Oktober 1841–20. Juni 1894      |
| John Martin                  | 1893–1895 | Demokrat     | 12. November 1833–3. September 1913 |
| Lucien Baker                 | 1895–1901 | Republikaner | 8. Juni 1846–21. Juni 1907          |
| Joseph Ralph Burton          | 1901–1906 | Republikaner | 16. November 1852–27. Februar 1923  |
| Alfred Washburn Benson       | 1906–1907 | Republikaner | 15. Juli 1843–1. Januar 1916        |
| Charles Curtis               | 1907–1913 | Republikaner | 25. Januar 1860–8. Februar 1936     |
| William Howard Thompson      | 1913–1919 | Demokrat     | 14. Oktober 1871–9. Februar 1928    |
| Arthur Capper                | 1919–1949 | Republikaner | 14. Juli 1865–19. Dezember 1951     |
| Andrew Frank Schoeppel       | 1949–1962 | Republikaner | 23. November 1894–21. Januar 1962   |
| James Blackwood Pearson      | 1962–1978 | Republikaner | 7. Mai 1920–13. Januar 2009         |
| Nancy Landon Kassebaum Baker | 1978–1997 | Republikaner | * 29. Juli 1932                     |
| Charles Patrick Roberts      | 1997–2021 | Republikaner | * 20. April 1936                    |
| Roger Wayne Marshall         | seit 2021 | Republikaner | * 9. August 1960                    |

## Klasse 3
Kansas stellte bis heute 16 Senatoren der class 3.
| Name                     | Amtszeit  | Partei       | Lebensdaten                        |
| ------------------------ | --------- | ------------ | ---------------------------------- |
| Samuel Clarke Pomeroy    | 1861–1873 | Republikaner | 3. Januar 1816–27. August 1891     |
| John James Ingalls       | 1873–1891 | Republikaner | 29. Dezember 1833–16. August 1900  |
| William Alfred Peffer    | 1891–1897 | Populist     | 10. September 1831–6. Oktober 1912 |
| William Alexander Harris | 1897–1903 | Populist     | 29. Oktober 1841–20. Dezember 1909 |
| Chester Isaiah Long      | 1903–1909 | Republikaner | 12. Oktober 1860–1. Juli 1934      |
| Joseph Little Bristow    | 1909–1915 | Republikaner | 22. Juli 1861–14. Juli 1944        |
| Charles Curtis           | 1915–1929 | Republikaner | 25. Januar 1860–8. Februar 1936    |
| Henry Justin Allen       | 1929–1931 | Republikaner | 11. September 1868–17. Januar 1950 |
| George S. McGill         | 1931–1939 | Demokrat     | 12. Februar 1879–14. Mai 1963      |
| Clyde Martin Reed        | 1939–1949 | Republikaner | 19. Oktober 1871–8. November 1949  |
| Harry Darby              | 1949–1950 | Republikaner | 23. Januar 1895–17. Januar 1987    |
| Frank Carlson            | 1950–1969 | Republikaner | 23. Januar 1893–30. Mai 1987       |
| Robert Joseph Dole       | 1969–1996 | Republikaner | 22. Juli 1923–5. Dezember 2021     |
| Sheila Sloan Frahm       | 1996      | Republikaner | * 22. März 1945                    |
| Samuel Dale Brownback    | 1996–2011 | Republikaner | * 12. September 1956               |
| Gerald Wesley Moran      | seit 2011 | Republikaner | * 29. Mai 1954                     |